# 뤼더스빌
뤼더스빌(Rüderswil)은 스위스 베른주의 에멘탈구에 있는 자치체이다.

## 역사
뤼더스빌은 1139년에 Rüderswile로 처음 언급되었다.
이 지역에서 가장 오래된 정착 흔적은 현대 도시 위의 언덕에 있는 세 개의 높은 중세 성이다. 기사 아달베르트 폰 뤼더스빌은 1146년에 언급되었지만, 지역 귀족 가문에 대해서는 알려진 바가 거의 없다. 중세 후기 튜턴 기사단은 뤼더스빌 영지의 주요 지주였다. 마을 교회는 1275년에 처음 언급되었다. 현재의 교회 탑은 14세기 후반에, 후기 고딕 양식의 성가대는 15세기에 지어졌다. 1528년 베른은 개신교 종교개혁의 새로운 신앙을 받아들였고, 뤼더스빌은 나머지 주의 개종과 함께 개종했다.
뤼더스빌과 주변 마을은 캔버스 직조 오두막 산업이 발전한 18세기까지 완전히 시골과 농업을 유지했다. 1853년에 뤼더스빌에 치즈 공장이, 1869년에 샤헨에 방적 공장이 문을 열었다. 1881년에 뤼더스빌에 기차역이 문을 열었다. 1899년에 역과 에멘탈 계곡 도로는 강의 오른쪽 제방에 있는 정착지로 산업을 가져왔지만, 왼쪽 제방은 여전히 농업이 지배했다. 2005년까지 지자체의 일자리 중 약 42%가 여전히 농업에 있었고, 25%만이 산업에 있었다. 2009년에 뤼더스빌과 라우퍼스빌을 합병하려는 시도는 라우퍼 스빌의 유권자들에 의해 거부되었다.

## 지리
뤼더스빌의 면적은 17.21k㎡이다. 2012년 기준으로 총 11.7k㎡ (68.1%)가 농업용으로 사용되며, 4.07k㎡ (23.7%)가 산림이다. 나머지 시정촌은 1.24k㎡ (7.2%)가 정착(건물 또는 도로), 0.17k㎡ (1.0%)가 강 또는 호수이다.
같은 해 주택과 건물이 4.1%, 교통 인프라가 2.7%를 차지했다. 총 토지 면적의 총 21.8%는 삼림이 무성하고 1.9%는 과수원이나 작은 나무 군락으로 덮여 있다. 농경지 중 29.1%는 작물 재배에 사용되며, 36.9%는 목초지로, 2.2%는 과수원이나 덩굴 작물에 사용된다. 시정촌의 모든 물은 흐르는 물이다.
시정촌은 에메강의 왼쪽 은행 위의 테라스에 있다. 여기에는 뤼더스빌 마을, 슈반덴 임 에멘탈, 란뤼 및 촐브뤼크 마을의 일부, 에메강 양쪽에 흩어져 있는 집과 작은 마을 이 포함된다. 1889년 비텐바흐비르텔(비텐바흐 분기)은 라우퍼스빌로, 1894년 헬레쉬반트는 지그나우로 이동했다.
2009년 12월 31일에 시의 전 구역이었던 지그나우구가 해산되었다. 다음 날 2010년 1월 1일에 새로 설립된 에멘탈구에 합류했다.

## 인구통계
2020년 12월 기준, 뤼더스빌의 인구는 2,373명이다. 2012년 기준으로 인구의 2.4%가 거주하는 외국인이다. 지난 2년(2010-2012) 사이에 인구는 -0.2%의 비율로 변화했다. 이민은 -2.4%, 출생 및 사망은 0.0%를 차지했다.
2000년 기준, 인구 대부분인 2,216명(98.1%)이 독일어를 모국어로 사용하고, 알바니아어가 22명(1.0%)으로 두 번째로 많이 사용하고, 프랑스어가 세 번째(3 또는 0.1%)로 사용된다. 이탈리아어를 하는 3명과 로만쉬어를 하는 2명이 있다.
2008년 기준으로 인구는 남성 49.7%, 여성 50.3%이다. 인구는 1,154명의 스위스 남성(인구의 48.5%)과 30명(1.3%)의 비스위스계 남성으로 구성되었다. 스위스 여성은 1,181명(49.6%), 비스위스계 여성은 16명(0.7%)이었다. 지자체의 인구 중 931명(약 41.2%)이 뤼더스빌에서 태어나 2000년에 그곳에 살았다. 같은 주에서 태어난 983명(43.5%)이 있었고, 186명(8.2%)이 스위스 다른 곳에서 태어났다. 80 또는 3.5%가 스위스 밖에서 태어났다.
2012년 기준으로 아동·청소년(0~19세)이 23.2%, 성인(20~64세)이 58.9%, 노인(64세 이상)이 17.9%를 차지한다.
2000년 기준으로 시정촌에는 미혼이거나 독신인 사람이 948명 있다. 기혼자는 1,108명, 미망인은 138명, 이혼한 사람은 64명이었다.
2010년 기준 1인 가구는 275가구, 5인 이상 가구는 80가구이다. 2000년 기준으로 상시 분양된 아파트는 총 838세대(전체의 90.1%)였으며, 성수기 아파트는 65세대(7.0%), 공실은 27세대(2.9%)였다. 2012년 기준 신규주택 건설률은 인구 1000명당 0.4세대였다. 2013년 시정촌 공실률은 2.3%였다. 2011년에 단독 주택은 시정촌 전체 주택의 35.4%를 차지했다.
역사적 인구는 다음 차트에 나와 있다.

## 경제
2011년 현재 뤼더스빌의 실업률은 1.45%이다. 2011년 기준으로 시정촌에 고용된 사람은 총 814명이다. 이 중 1차 경제 부문에 252명이 고용되었고, 이 부문에 약 91개 기업이 참여했다. 200명이 2차 부문에 고용되었고, 이 부문에 44개의 기업이 있었다. 362명이 3차 부문에 고용되어 있으며, 이 부문에는 88개의 기업이 있다. 시정촌 주민은 1,201명으로 일정 정도 고용되었으며, 그중 여성이 전체 노동력의 41.5%를 차지하였다.
2008년에는 총 536개의 정규직에 상응하는 일자리가 있었다. 1차 부문의 일자리 수는 174개였으며, 모두 농업에 종사했다. 2차 부문의 일자리 수는 169개로 그중 99개(58.6%)가 제조업, 70개(41.4%)가 건설업이었다. 3차 부문의 일자리 수는 193개였다. 3차 부문에서; 39개(20.2%)는 도소매 또는 자동차 수리업, 31개(16.1%)는 상품의 이동 및 보관, 13개(6.7%)는 호텔 또는 레스토랑, 14개(7.3%)는 정보 산업에 종사했다. 3개(1.6%)가 보험 또는 금융 산업, 27개(14.0%)가 기술 전문가 또는 과학자, 18개(9.3%)가 교육, 27개(14.0%)가 의료 분야였다.
2000년 기준으로 시정촌으로 출퇴근하는 근로자는 231명, 출퇴근 근로자는 809명이었다. 지자체는 근로자의 순수출 지자체로, 1명이 전입할 때 약 3.5명의 근로자가 지자체를 떠나고 있다. 총 392명의 근로자(시 전체 근로자 623명의 62.9%)가 뤼더스빌에 거주하고 일했다. 근로 인구의 9.9%가 출퇴근을 위해 대중교통을 이용했고, 58.2%가 자가용을 이용했다.
2011년에 150,000CHF를 버는 뤼더스빌의 기혼 거주자에 대한 평균 지방 및 주 세율은 12.4%인 반면 미혼 거주자의 세율은 18.2%였다. 비교를 위해 같은 해 전체 주의 평균 비율은 14.2%와 22.0%인 반면 전국 평균은 각각 12.3%와 21.1%였다.
2009년에 지자체에는 총 982명의 납세자가 있었다. 그중 240개가 연간 75,000CHF 이상을 벌었다. 연간 15,000에서 20,000 사이의 수입을 올린 사람이 14명이었다. 가장 많은 수의 근로자인 271명이 연간 50,000~75,000CHF를 벌었다. 뤼더스빌에 있는 75,000 CHF 이상 그룹의 평균 소득은 105,098 CHF인 반면, 스위스 전체의 평균은 130,478 CHF였다.
2011년에는 전체 인구의 2.8%가 정부로부터 직접적인 재정 지원을 받았다.

## 명소
뤼더스빌 마을 전체, 란플뤼 마을(뤼첼플뤼와 뤼더스빌 포함), 리트 작은 마을이 스위스 문화 유산 목록의 일부로 지정되었다.

## 정치
2011년 연방 선거에서 가장 인기 있는 정당은 42.9%의 득표율을 기록한 스위스인민당(SVP) 이었다. 그 다음으로 인기 있는 3개 정당은 보수민주당(BDP) (21.6%), 사회민주당(SP) (9.8%), 스위스 연방민주연합(EDU) (4.7%)이었다. 이번 연방 총선에서는 총 843표가 나왔고, 투표율은 44.1%였다.

## 종교
2000년 인구 조사에서 1,925 또는 85.3%가 스위스 개혁 교회에 속했고, 66명(2.9%)가 로마 가톨릭에 속했다. 나머지 인구 중 정교회 교인은 3명 (0.13%)이었고, 다른 기독교 교인은 100명(4.43%)이었다. 무슬림은 45명(1.99%)이었다. 다른 교회에 소속된 2명의 개인이 있었다. 55명(2.44%)은 교회에 속하지 않았으며, 불가지론자 또는 무신론자였으며, 62명(2.75%)은 질문에 대답하지 않았다.

## 교육
뤼더스빌에서는 인구의 약 55.4%가 비필수 고등교육을 이수했으며, 15.3%가 추가 고등교육( 대학 또는 응용학문대학)을 이수했다. 인구 조사에 나와 있는 일종의 고등교육을 이수한 195명 중 71.8%가 스위스 남성, 24.6%가 스위스 여성, 3.1%가 비스위스계 여성이었다.
베른주 학교 시스템은 1년의 의무 없는 유치원, 6년의 초등학교를 제공한다. 이후 3년 동안의 의무적 중학교 과정을 거쳐 학생을 능력과 적성에 따라 구분한다. 중학교 이하 학생들은 추가 교육을 받거나 견습 과정에 들어갈 수 있다.
2012-13학년도 동안 총 230명의 학생이 뤼더스빌의 수업에 참석했다. 시정촌의 독일어 유치원 수업에는 총 38명의 학생이 있었다. 시립 초등학교에는 독일어 수업을 듣는 141명의 학생이 있었다. 초등 학생 중 0.7%는 스위스의 영주권 또는 임시 거주자(시민권 아님)였으며, 0.7%는 교실 언어와 다른 모국어를 사용한다. 같은 해에 중학교에는 총 51명의 학생이 있었다. 2.0%는 스위스의 영주권 또는 임시 거주자(시민이 아님)였으며, 2.0%는 교실 언어와 다른 모국어를 사용했다.
2000년 현재, 시정촌의 모든 학교에 다니는 학생은 총 237명이다. 이 중 190명은 시에서 거주하며, 학교를 다녔고 47명은 다른 시에서 왔다. 같은 해에 128명의 주민들이 시외 학교에 다녔다.